# Filip Wittelsbach (biskup Fryzyngi)
Filip Wittelsbach (ur. 5 lipca 1480, zm. 5 stycznia 1541) – książę Palatynatu, biskup Fryzyngi.
Syn elektora Palatynatu Filipa i Małgorzaty. 
Został biskupem Fryzyngi w 1498 roku po rezygnacji młodszego brata Rupperta, który nie miał nawet święceń kapłańskich. Był również administratorem diecezji w Naumburg (Saale). 
Po jego śmierci biskupem został jego młodszy brat Henryk. 